# 小湾東駅
小湾東駅（シャオワンドン駅、中文表記：小湾东站、ピンイン：Xiǎo wān dōng zhàn）は大臨線の駅です。それは中国雲南省大理ペー族自治州南澗イ族自治県小湾東鎮ディモ村に位置して。小湾東駅は当初、信号場として計画されていましたが、後に旅客サービス機能が追加されました。 駅には1つのプラットフォームと2つの線があり、2021年11月6日に開通します。  

## 駅の施設
小湾東駅には、1,000平方メートルを超える駅舎、フライオーバー、廊下、天蓋があります。 駅のプラットホームの半分は新華トンネルに、半分は瀾滄江大橋に建てられています。プラットホームのトンネルの狭い部分のため、小湾東駅は、駅の入口と出口の通路とプラットフォームを接続するために6つの水平通路を構築しました。

## 駅の線
| 駅舎         | 到着、チケット販売、待機、改札 |
| 相対式ホーム |                                |
| 1番線        | 大臨鉄道大理駅と臨滄駅に方面   |
| 通過線       | 大臨鉄道通過線                 |